# 1522 en arts plastiques
| Années des arts plastiques : 1519 - 1520 - 1521 - 1522 - 1523 - 1524 - 1525    |
| Décennies des arts plastiques : 1490 - 1500 - 1510 - 1520 - 1530 - 1540 - 1550 |

Cette page concerne l'année 1522 en arts plastiques.

## Œuvres

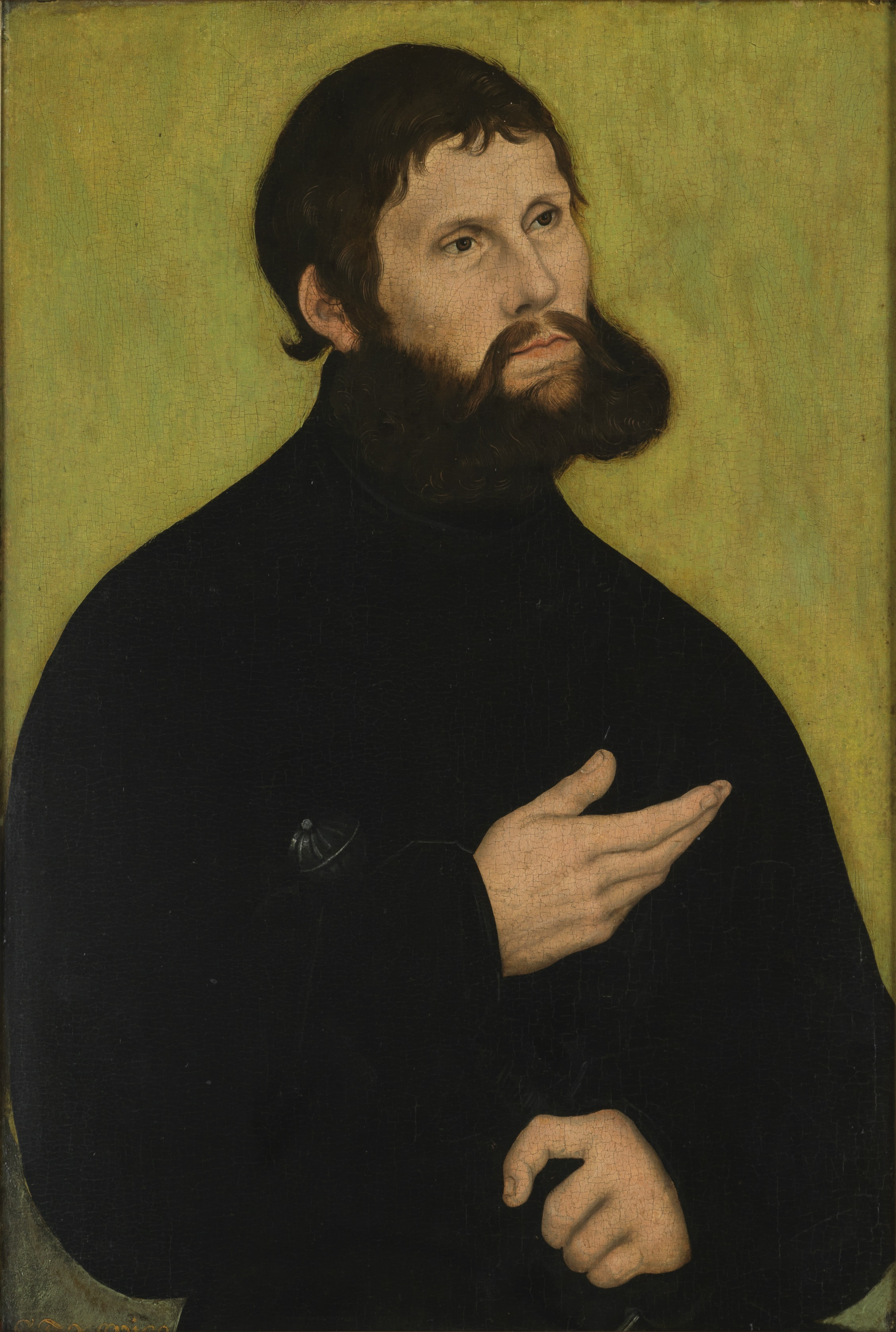
Lucas Cranach l'Ancien, portrait de Martin Luther dit Junker Jôrg, 1522.

## Naissances
- 3 septembre : Pomponio Allegri, peintre italien de l'école de Parme († 1593),
- ? :
  - Frans Huys, graveur anversois († 1562),
  - Giovanni Battista Moroni, peintre maniériste italien († 5 février 1578),
  - Dirck Volkertszoon Coornhert, graveur, poète, philosophe et théologien humaniste, érudit, juriste et homme politique néerlandais († 29 octobre 1590).

## Décès
- 12 avril : Piero di Cosimo, peintre italien de l'école florentine (° 2 janvier 1462),
- 27 août : Giovanni Antonio Amadeo, sculpteur et architecte italien (° 1447),
- ? :
  - Roberto da Montevarchi, peintre italien (° 1460),
  - Giovanni Ambrogio de Predis, peintre et enlumineur italien (° 1448).